# Colfontaine
Colfontaine é um município da Bélgica localizado no distrito de Mons, província de Hainaut, região da Valônia.

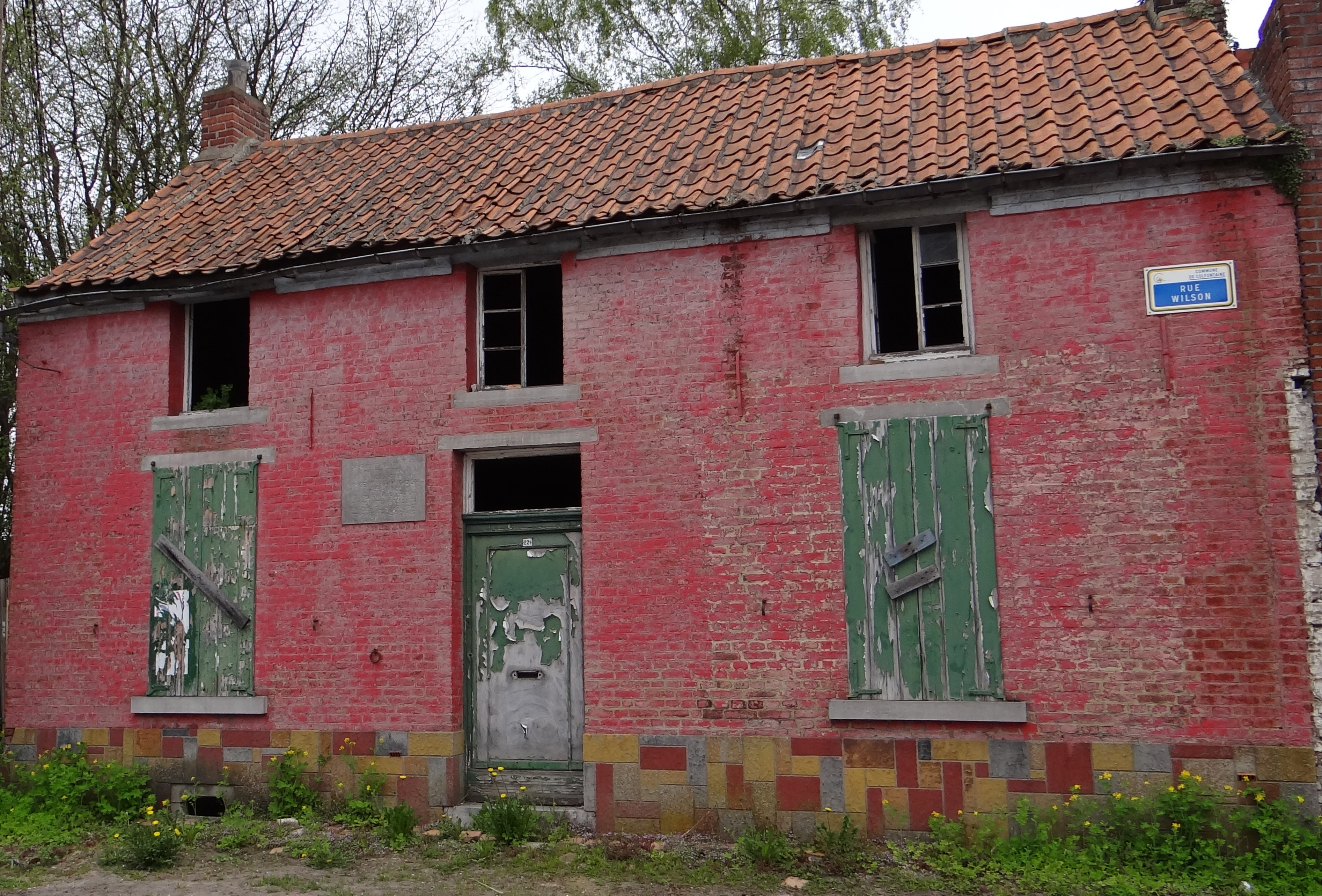
Vincent van Gogh - 1878 1879 - Wasmes - Casa de padeiro Denis - Angle Rue du petit-Wasmes et Rue Wilson